# Diospyros greshoffiana
Diospyros greshoffiana là một loài thực vật có hoa trong họ Thị. Loài này được Koord. ex Bakh. mô tả khoa học đầu tiên năm 1933.